# رنتسو مارتینلی
رنتسو مارتینلی (ایتالیایی: Renzo Martinelli؛ زادهٔ ۱۹۴۸) یک کارگردان فیلم اهل ایتالیا است.
از فیلم‌ها یا مجموعه‌های تلویزیونی که وی در آن‌ها نقش داشته‌است می‌توان به تاجر سنگ، کارنرا: کوه متحرک، میدان پنج ماه و بارباروسا اشاره نمود.